# Джеймс Френсіс Бірнс
Джеймс Френсіс Бірнс (англ. James Francis Byrnes; нар. 2 травня 1879, Чарлстон, Південна Кароліна — пом. 9 квітня 1972, Колумбія, Південна Кароліна) — американський політик.

## Життєпис
Був членом Палати представників з 1911 по 1925, сенатором з 1931 по 1941, суддя Верховного суду з 1941 по 1942, Державним секретарем з 1945 по 1947 під час президентства Гаррі Трумена і губернатором Південної Кароліни з 1951 по 1955.
У 1960 перейшов з Демократичної партії до Республіканської.